# Abdussabur Farid Kuhestani
Abdussabur Farid Kuhestani, paszto عبدالصبور کوهستاني (ur. 1952, zm. 2 maja 2007) – polityk afgański, od 6 lipca 1992 do 15 sierpnia 1992 premier Afganistanu.
Później był członkiem wyższej izby afgańskiego parlamentu. Został zastrzelony przed swoim domem w Kabulu.